# Witborstboomklever
De witborstboomklever (Sitta carolinensis) is een zangvogel uit het geslacht Sitta.

## Verspreiding en leefgebied
De vogel komt voor in Noord-Amerika en telt zeven ondersoorten:
- S. c. carolinensis: centraal en oostelijk Canada, de centrale en oostelijke Verenigde Staten.
- S. c. aculeata: de Pacifische hellingen van de westelijke Verenigde Staten.
- S. c. alexandrae: noordelijk Baja California.
- S. c. tenuissima: de oostelijke hellingen en de binnenlandse westelijke Verenigde Staten.
- S. c. nelsoni: de westelijk-centrale en zuidelijk-centrale Verenigde Staten en noordelijk Mexico.
- S. c. mexicana: westelijk, centraal, oostelijk en zuidelijk Mexico.
- S. c. lagunae: zuidelijk Baja California.

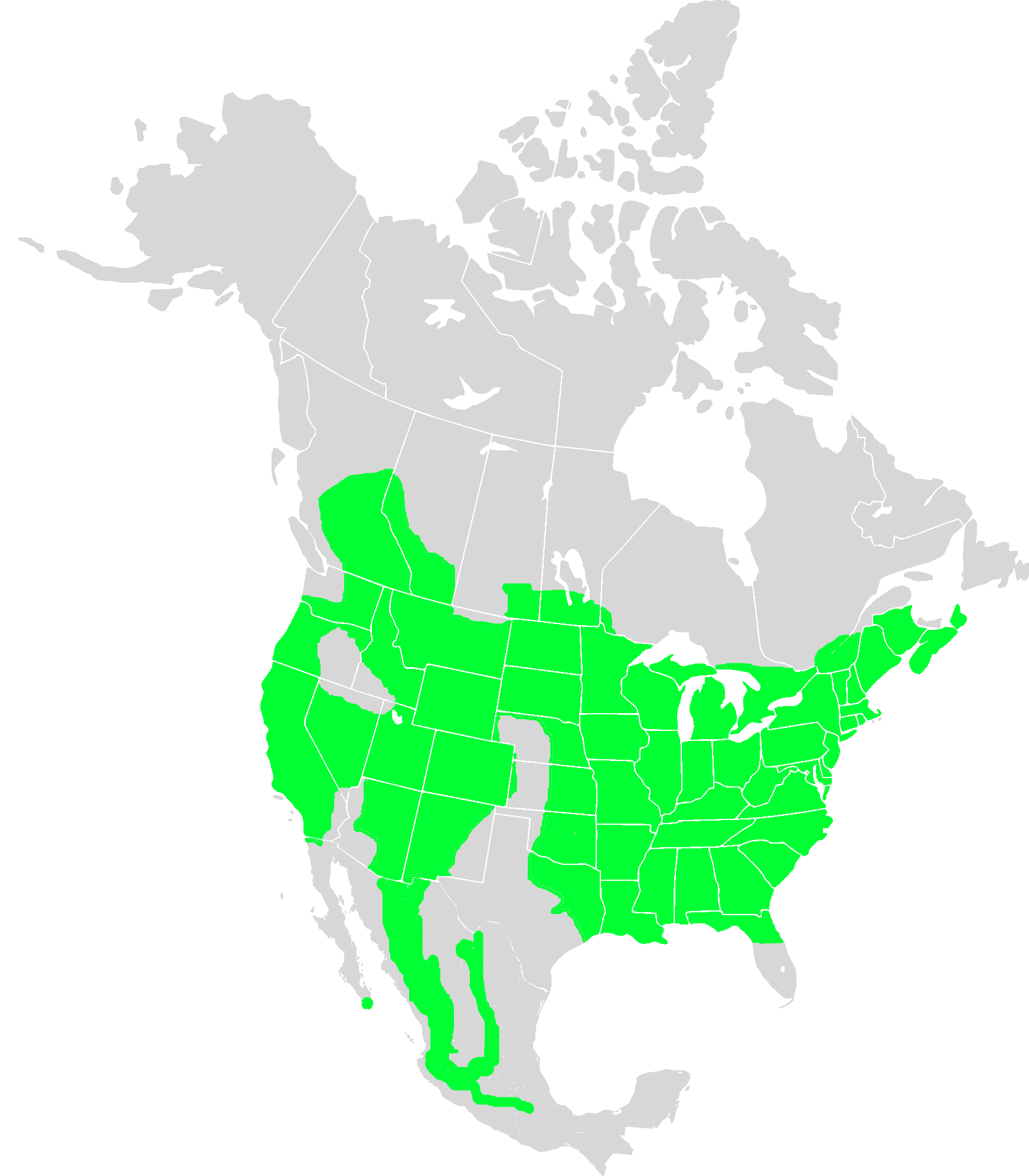
Kaart van het leefgebied